# Vitale Bonifacio Bertoli
Vitale Bonifacio Bertoli OFM (* 22. Februar 1898 in Lumezzane, Königreich Italien; † 10. März 1967) war ein italienischer Ordensgeistlicher und römisch-katholischer Apostolischer Vikar von Tripolis.

## Leben
Vitale Bonifacio Bertoli empfing am 20. Dezember 1924 das Sakrament der Priesterweihe für die Ordensgemeinschaft der Franziskaner.
Mit der Gründung der Apostolischen Präfektur von Misurata aus Gebietsabtretungen des Apostolischen Vikariats Tripolitana am 22. Juni 1939 durch Papst Pius XII. wurde Vitale Bonifacio Bertoli am 20. Februar 1948 zum ersten Apostolischen Präfekten von Misurata ernannt.
Am 5. April 1951 wurde er zum Titularbischof von Attaea und zum Apostolischen Vikar von Tripolis ernannt. Die Bischofsweihe spendete ihm am 20. Mai desselben Jahres der Erzbischof von Mailand, Alfredo Ildefonso Kardinal Schuster OSB; Mitkonsekratoren waren der Erzbischof von Lanciano-Ortona, Benigno Luciano Migliorini OFM, und der Bischof von Brescia, Giacinto Tredici OSC. Das Amt des Apostolischen Vikars von Tripolis bekleidete Bischof Vitale Bonifacio Bertoli bis zu seinem Tod am 10. März 1967.
Zwischen 1962 und 1965 nahm  Bischof Vitale Bonifacio Bertoli als Konzilsvater an allen vier Sitzungsperioden des Zweiten Vatikanischen Konzils teil.